# Ściana drewniana płytowa
Ściana drewniana płytowa – rodzaj ściany szkieletowej. Przeważnie wykonuje się je w zakładach prefabrykacji w trzech rodzajach:
- płyta pełna
- płyta okienna
- płyta drzwiowa

Z elementów płytowych wykonuje się budynki tymczasowe na placach budowy (szatnie, biura, magazyny). Elementy płytowe przystosowane są do wielokrotnego montażu i demontażu. Budynki takie oprócz ścian płytowych mają wykonane w formie płyt podłogi, stropy, dachy. Wszystkie te elementy łączone są ze sobą za pomocą specjalnych śrub.